# Antodynerus aethiopicus
Antodynerus aethiopicus är en stekelart som först beskrevs av Henri Saussure 1856.  Antodynerus aethiopicus ingår i släktet Antodynerus och familjen Eumenidae. Inga underarter finns listade i Catalogue of Life.